# Malinowo (powiat olsztyński)
Malinowo (dawniej niem. Amalienhof) – osada w Polsce położona w województwie warmińsko-mazurskim, w powiecie olsztyńskim, w gminie Olsztynek. Miejscowość wchodzi w skład sołectwa Witramowo. W latach 1975–1998 miejscowość należała administracyjnie do województwa olsztyńskiego.
Wieś położona na północnym brzegu jeziora Borówko, w odległości około dwóch km na wschód od drogi Olsztynek - Nidzica. 

## Historia
Przed drugą wojną światową był tutaj majątek ziemski. Po 1945 r, w Malinowie utworzono PGR. W 1997 roku mieszkało we wsi 39 osób, natomiast w 2005 było 44 mieszkańców.